# Elisa Beetz-Charpentier

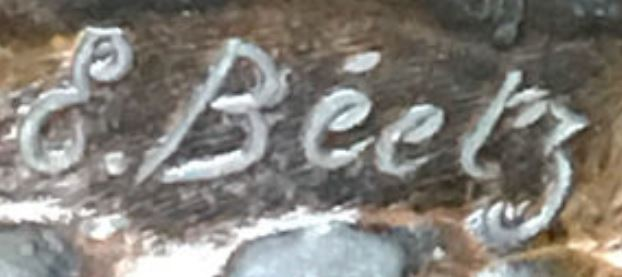
Signatur Elisa Beetz

Elisa Beetz-Charpentier (* 1859 in Schaerbeek, Belgien; † 1949 in Neuilly-sur-Seine, Frankreich) war eine französische Bildhauerin, Medailleurin und Malerin.

## Leben
Elisa Beetz studierte Bildhauerei an der Akademie in Brüssel. Sie war eine Schülerin des Bildhauers Alexandre Charpentier, den sie später heiratete. Sie war seine zweite Ehefrau. Ihre Trauzeugen waren Claude Debussy und Auguste Rodin.
Elisa Beetz-Charpentier war vorwiegend von 1905 bis 1924 als Künstlerin aktiv. Zwischen 1910 und 1924 stellte Beetz-Charpentier auf dem Salon der Société nationale des beaux-arts in Paris aus, der sie 1905 beigetreten war. 1909 erhielt sie den Ersten Preis in einem Wettbewerb für eine Plakette zum hundertjährigen Bestehen der Pariser Firma Pleyel.
Als Porträtmalerin nahm sie gerne Kinder zum Motiv, wogegen sie als Bildhauerin Tänzerinnen als Motive bevorzugte. Das bekannteste Werk der Künstlerin ist jedoch die Bronzestatuette von etwa 1903 mit dem Titel Bettlerin von Pont des Arts, die ein Mädchen in Kapuzenmantel, Hosen und Stiefeln zeigt. Als Bildhauerin und auch als Schmuckdesignerin arbeitete sie vor allem für das Maison de l’Art Nouveau von Siegfried Samuel Bing.